# 八戸政経
八戸 政経（はちのへ まさつね）は、室町時代中期の武将。八戸氏（根城南部氏）13代当主。南部政経とも。

## 略歴
新田清政の子。幼名を行吉。八戸守清の養子となり、根城南部氏を継ぐ。
康正3年（1457年）、蠣崎蔵人の乱が発生すると津軽安東氏の所領である田名部地方に遠征して、その領地を奪った。